# Црни Мађари
Црни Мађари (мађ. Fekete Magyarok, лат. Ungri Nigri) су били група Мађара позната током друге половине 9. века.
Црни Мађари се помињу у неколико савремених извора, понекад у супротности са белим Мађарима али ниједан од ових извора не проширује тачну природу односа између Црних Мађара и „главног“ мађарског становништва, нити је јасно порекло или значење њиховог имена.
Међутим, познато је да су они учествовали у војном походу на Кијев; после освајања, одупирали су се хришћанској мисији, чак и после крунисања мађарског краља Стефана I 1000/1001. Бруно од Кверфурта је 1003. покушао да преобрати Црне Мађаре у хришћанство тада је папски легат Ацо (Azzo) водио мисионарски рад међу Црним Мађарима, међутим, ови су инсистирали на својим паганским веровањима, што је резултирало ослепљењем неких од њих.
Око 1008. године, краљ Стефан I је покренуо поход против Црних Мађара и освојио њихове територије, обухватајући „Црну Мађарску”.